# Póvoa de Cervães
Póvoa de Cervães é uma povoação portuguesa do Município de Mangualde que foi sede da extinta Freguesia de Póvoa de Cervães, freguesia que tinha 7,76 km² de área e 188 habitantes (2011), e, por isso, uma densidade populacional de 24,2 hab/km².
A Freguesia de Póvoa de Cervães foi extinta (agregada) pela reorganização administrativa de 2012/2013, sendo o seu território integrado na então criada União de Freguesias de Santiago de Cassurrães e Póvoa de Cervães.

## População
| População da freguesia de Póvoa de Cervães | População da freguesia de Póvoa de Cervães | População da freguesia de Póvoa de Cervães | População da freguesia de Póvoa de Cervães | População da freguesia de Póvoa de Cervães | População da freguesia de Póvoa de Cervães | População da freguesia de Póvoa de Cervães | População da freguesia de Póvoa de Cervães | População da freguesia de Póvoa de Cervães | População da freguesia de Póvoa de Cervães | População da freguesia de Póvoa de Cervães | População da freguesia de Póvoa de Cervães | População da freguesia de Póvoa de Cervães | População da freguesia de Póvoa de Cervães | População da freguesia de Póvoa de Cervães |
| ------------------------------------------ | ------------------------------------------ | ------------------------------------------ | ------------------------------------------ | ------------------------------------------ | ------------------------------------------ | ------------------------------------------ | ------------------------------------------ | ------------------------------------------ | ------------------------------------------ | ------------------------------------------ | ------------------------------------------ | ------------------------------------------ | ------------------------------------------ | ------------------------------------------ |
| 1864                                       | 1878                                       | 1890                                       | 1900                                       | 1911                                       | 1920                                       | 1930                                       | 1940                                       | 1950                                       | 1960                                       | 1970                                       | 1981                                       | 1991                                       | 2001                                       | 2011                                       |
| 413                                        | 495                                        | 597                                        | 554                                        | 532                                        | 438                                        | 592                                        | 555                                        | 527                                        | 458                                        | 337                                        | 279                                        | 235                                        | 225                                        | 188                                        |

| Distribuição da População por Grupos Etários | Distribuição da População por Grupos Etários | Distribuição da População por Grupos Etários | Distribuição da População por Grupos Etários | Distribuição da População por Grupos Etários | Distribuição da População por Grupos Etários | Distribuição da População por Grupos Etários | Distribuição da População por Grupos Etários | Distribuição da População por Grupos Etários | Distribuição da População por Grupos Etários |
| -------------------------------------------- | -------------------------------------------- | -------------------------------------------- | -------------------------------------------- | -------------------------------------------- | -------------------------------------------- | -------------------------------------------- | -------------------------------------------- | -------------------------------------------- | -------------------------------------------- |
| Ano                                          | 0-14 Anos                                    | 15-24 Anos                                   | 25-64 Anos                                   | > 65 Anos                                    |                                              | 0-14 Anos                                    | 15-24 Anos                                   | 25-64 Anos                                   | > 65 Anos                                    |
| 2001                                         | 28                                           | 28                                           | 106                                          | 63                                           |                                              | 12,4%                                        | 12,4%                                        | 47,1%                                        | 28,0%                                        |
| 2011                                         | 21                                           | 12                                           | 88                                           | 67                                           |                                              | 11,2%                                        | 6,4%                                         | 46,8%                                        | 35,6%                                        |

Média do País no censo de 2001:  0/14 Anos-16,0%; 15/24 Anos-14,3%; 25/64 Anos-53,4%; 65 e mais Anos-16,4%
Média do País no censo de 2011:   0/14 Anos-14,9%; 15/24 Anos-10,9%; 25/64 Anos-55,2%; 65 e mais Anos-19,0%

## Património
- Igreja Paroquial de Póvoa de Cervães.